# 日本基督同胞教会
日本キリスト同胞教会（にほんキリストどうほうきょうかい）は、日本のプロテスタントの団体である。
1752年、アメリカ合衆国ペンシルバニア州ランカスターに伝道を開始したドイツ改革派牧師P・W・オッターベインとメノナイト派のM・ベームが、教派意識を超えて、「我々は兄弟だ」とキリストにより抱擁しあった集会から、ドイツ移民の間にリバイバルが起こる。リバイバルにより形成された集団で協力伝道をするため、1789年メリーランド州ボルティモアで総会を開いた。1800年の第3回大会で「キリストにある兄弟たちの連合の教会」という名称を付け、教団を創設した。
日本伝道は在米中に同教会に属していた中島錦五郎、土井操吉、米山梅吉らが1895年に帰国し、東京京橋に講義所を設ける。1896年本所教会を設立する。また、滋賀県草津の組合教会伝道所の伝道を継承した。
1897年に沼津、静岡、小田原に教会を作る。
1898年A・T・ハワード宣教師が来日、そして、フレンド派のジョセフ・コサンド宣教師も参入する。1900年にJ・E・ニップ夫妻も来日する。1901年7月に東京基督教青年会館に日本基督同胞教会の第1回年会を開催し、1917年から理事制を採用し、安田忠吉牧師が初代年会幹事に選出される。
千葉県から兵庫県に至るまで、25教会を形成し、信徒数が2500名、B・F・シャイヴェリー、有賀鉄太郎らが同志社神学校教授になり、組合教会とは特に密接な関係を保った。1941年の日本基督教団成立時に日本組合基督教会と共に第3部に加わった。